# Historia Norvegiæ
Historia Norvegiæ är en kort norsk historia och kungakrönika skriven på latin. Författaren är okänd, men det anses vara en norsk klerk som skrivit i Danmark. Historia Norvegiæ är daterad till andra halvan av 1100-talet. Dateringen har tidigare varit omstridd. Den enda bevarade handskriften är daterad till cirka 1450 och återfanns i Skottland 1849 av P.A. Munch.
Krönikan slutar under Olav den heliges tid (ca. 1015). Författaren känner till Adam av Bremens skrift från 1070 och en engelsk krönika från 1100-talet, men har också haft tillgång till norska källor.
Den bygger mestadels på Tjodolf av Hvins Ynglingatal. Texten anses vara viktig eftersom den kan utgöra en oberoende version av Ynglingatal vid sidan av Ynglingasagan i Heimskringla.